# FK Čukarički Stankom
Fudbalski klub Čukarički (serbiska: Фудбалски клуб Чукарички ) är en serbisk fotbollsklubb från Čukarica i Belgrad, som för närvarande spelar i den serbiska superligan, den högsta serbiska fotbollsserien.
Klubben grundades 1926 och tillbringade sina första år  på amatörnivå. Även under Jugoslaviens dagar spelade Čukarički övervägande i landets lägre divisioner. Säsongen 1993–94 gick de för första gången någonsin i klubbens historia upp till den jugoslaviska förstaligan. Klubben har spelat i Intertoto Cupen 1996 och 1997.
Den 17 april 2012 köptes klubben av ägaren till det serbiska bygg- och grossistföretaget ADOC. Čukarički blev då den första professionella fotbollsklubben någonsin i Serbien som har privatiserats, och är dessutom en av de första klubbarna i sydöstra Europa som någonsin köpts. Sedan köpet har klubben blivit en av de mer stabila klubbarna i serbisk fotboll och har kvalificerat sig till Europa League regelbundet, något som sågs som omöjligt innan privatiseringen.
Bland klubbens största meriter och prestationer anses vinsten av Serbiska Cupen 2014–15.

## Placering tidigare säsonger
| Säsong  | Nivå | Liga                | Placering | Webbplats | Notering                   |
| ------- | ---- | ------------------- | --------- | --------- | -------------------------- |
| 2006/07 | 2    | Prva liga           | 2         | [ 3 ]     | Uppflyttad till Superligan |
| 2007/08 | 1    | Serbiska superligan | 6         | [ 4 ]     |                            |
| 2008/09 | 1    | Serbiska superligan | 9         | [ 5 ]     |                            |
| 2009/10 | 1    | Serbiska superligan | 13        | [ 6 ]     |                            |
| 2010/11 | 1    | Serbiska superligan | 16        | [ 7 ]     | Nedflyttad till Prva liga  |
| 2011/12 | 2    | Prva liga           | 13        | [ 8 ]     |                            |
| 2012/13 | 2    | Prva liga           | 2         | [ 9 ]     | Uppflyttad till Superligan |
| 2013/14 | 1    | Serbiska superligan | 5         | [ 10 ]    |                            |
| 2014/15 | 1    | Serbiska superligan | 3         | [ 11 ]    |                            |
| 2015/16 | 1    | Serbiska superligan | 3         | [ 12 ]    |                            |
| 2016/17 | 1    | Serbiska superligan | 9         | [ 13 ]    |                            |
| 2017/18 | 1    | Serbiska superligan | 6         | [ 14 ]    |                            |
| 2018/19 | 1    | Serbiska superligan | 4         | [ 15 ]    |                            |
| 2019/20 | 1    | Serbiska superligan | 6         | [ 16 ]    |                            |
| 2020/21 | 1    | Serbiska superligan | 3         | [ 17 ]    |                            |
| 2021/22 | 1    | Serbiska superligan | 3         | [ 18 ]    |                            |
| 2022/23 | 1    | Serbiska superligan | 3         | [ 19 ]    |                            |
| 2023/24 | 1    | Serbiska superligan | 6         | [ 20 ]    |                            |

## Färger
FK Čukarički spelar i vit trikåer, bortastället är svart.
| ČUKARIČKI | ČUKARIČKI |

### Dräktsponsor
- 20??–nutid Macron

### Trikåer
| Hemmakit | Hemmakit | Hemmakit | Hemmakit | Hemmakit |